# Snowflake (компания)
Snowflake Inc. — американская компания, занимающаяся облачными вычислениями, основанная в городе Бозман (Монтана). Компания была основана в июле 2012 года и о её создании было публично объявлено в октябре 2014 года после двух лет работы компании в скрытом режиме.
Компания предлагает облачное хранилище данных и аналитические сервисы, обычно имеющие название «данные как услуга» («data-as-a-service»). Сервисы позволяют корпоративным пользователям хранить и анализировать данные, используя облачное аппаратное и программное обеспечение. Основными особенностями сервисов Snowflake являются разделение хранилища данных и вычислительных мощностей, масштабирование вычислений на лету, предоставление доступа к данным, клонирование данных, а также поддержка сторонних инструментов. С 2014 года сервисы компании работают на облачной платформе Amazon Web Services, в 2018 году они были запущены на платформе Microsoft Azure и в 2019 на платформе Google Cloud Platform. В 2019 году компания заняла первое место в рейтинге Forbes Cloud 100. В сентябре 2020 года первичное публичное предложение компании привлекло 3.4 миллиардов долларов, что стало одним из самых больших в истории первичных публичных размещений компаний, занимающихся программным обеспечением.

## История

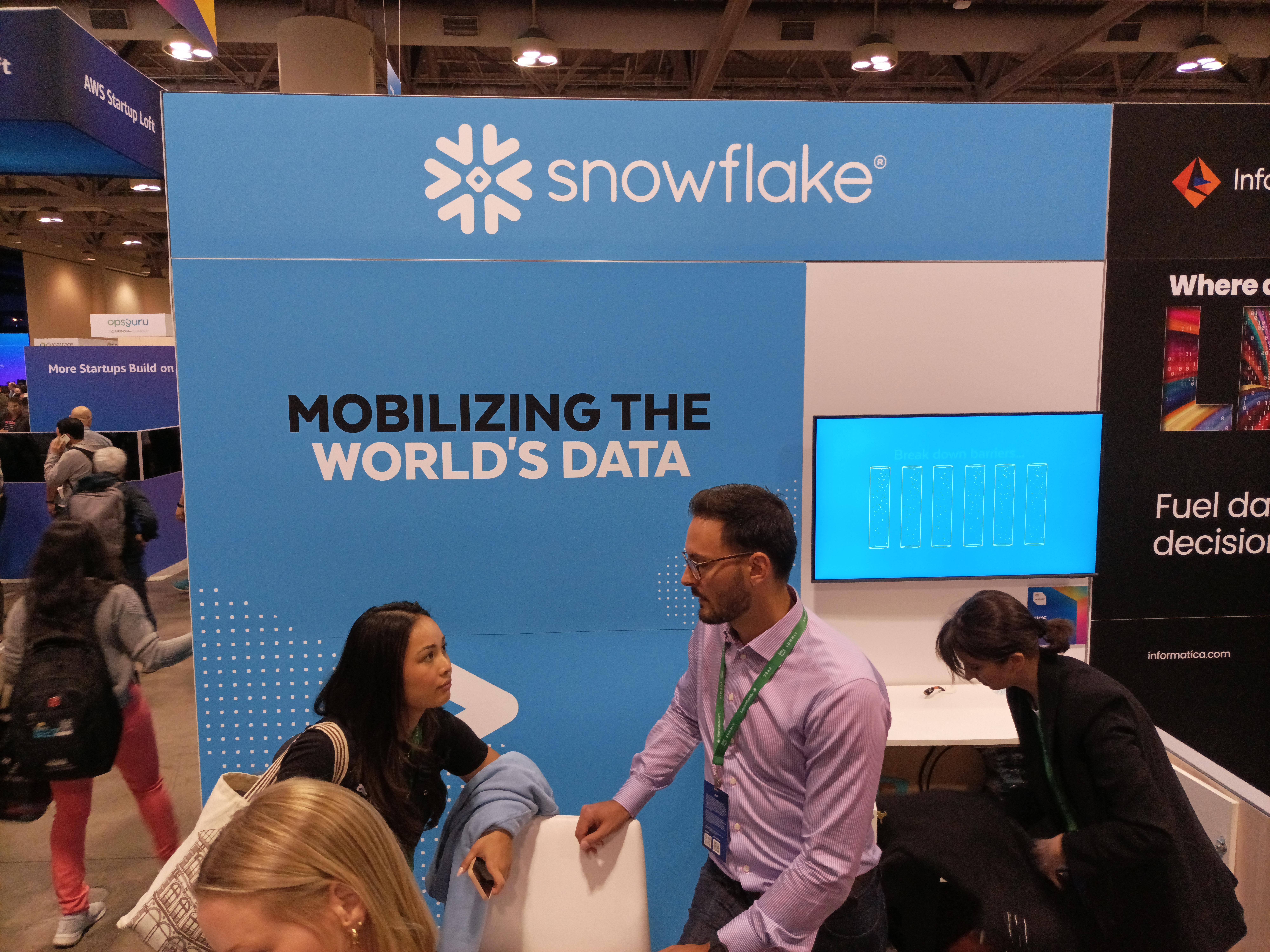
Snowflake booth

Компанию Snowflake Inc. основали в июле 2012 года в городе Сан-Матео (Калифорния) трое экспертов в области хранилищ данных: Бенуа Дагевилль, Тьерри Круанес и Марцин Жуковски. Дагевилль и Круанес прежде работали архитекторами данных в компании Oracle Corporation; Жуковски был сооснователем голландского стартапа Vectorwise. Первым главным исполнительным директором компании был Майк Спейсер — венчурный капиталист из компании Sutter Hill Ventures.
В июне 2014 года компания назначила главным исполнительным директором Боба Муглиа, работавшего до этого одним из руководителей в компании Microsoft. В октябре 2014 года, компания привлекла 25 миллионов долларов и вышла из работы в скрытом режиме, а её услугами стали пользоваться порядка 80 организаций.  В июне 2015 года компания привлекла дополнительные 45 миллионов долларов и запустила в публичное пользование свой первый продукт — облачное хранилище данных. В апреле 2017 года компания привлекла еще 100 миллионов долларов. В январе 2018 года компания анонсировала раунд финансирования в размере 263 миллионов долларов при оценке в 1.5 миллиарда долларов, что сделало её компанией-единорогом. В октябре 2018 года компания привлекла дополнительные 450 миллионов долларов в раунде, управляемом компанией Sequoia Capital, таким образом оценка компании поднялась до 3.5 миллиардов долларов.
В мае 2019 года Фрэнк Слутман — отставной бывший генеральный исполнительный директор компании ServiceNow, стал генеральным исполнительным директором компании Snowflake, а Майкл Скарпелли — бывший финансовый директор ServiceNow, её финансовым директором. В июне 2019 года компания запустила сервис Snowflake Data Exchange. В сентябре 2019 года компания заняла первое место в рейтинге «Список лучших стартапов США 2019 года» (2019 U.S. list of Top Startups) компании LinkedIn .
7 февраля 2020 года компания привлекла дополнительные 479 миллионов долларов. В то время её услугами уже пользовались 3400 активных клиентов. 16 сентября 2020 года компания Snowflake стала публичной компанией с помощью первичного публичного предложения, привлёкшего 3.4 миллиарда долларов. Оно стало одним из самых больших первичных публичных предложений компаний, занимающихся программным обеспечением, и самым большим удвоившим свою стоимость в первый день торгов на бирже.
26 мая 2021 года компания объявила о закрытии штаб-квартиры. Главный исполнительный офис компании расположен в городе Бозман (Монтана).
2 марта 2022 года компания приобрела компанию Streamlit за 800 миллионов долларов. Затем 17 октября 2022 года компания объявила об инвестировании в передовую компанию телевизионной рекламы OpenAP.
В мае 2023 года компания Snowflake объявила о приобретении за 185 миллионов долларов стартап компании Neeva, которая фокусировалась на конфиденциальности и специализировалась на поиске.
23 октября 2023 года компания Snowflake приобрела стартап компанию Ponder.
28 февраля 2024 года Snowflake объявила о том, что Слутман выходит на пенсию, а Шридхар Рамасвами заменит его на посту генерального исполнительного директора.